# 한석우
한석우는 대한민국 코트라의 리비아 트리폴리 무역관장이었다. 트리폴리 무역관은 1974년 개설되었다.

## 납치
2014년 1월 19일 17시 30분, 한국시간 20일 0시 30분, 외교관 관용차를 타고 퇴근하던 중, 리비아 무장괴한 4명에게 납치 되었다가, 사흘 만인 22일 오후 리비아 보안 당국에 의해 무사히 구출되었다. 납치범 4명은 리비아 당국에 모두 체포됐다.

## 약력
- 한국외국어대학교 아랍어과 학사 출신
- 2004년 코트라 입사
- 코트라 이란 테헤란 무역관 근무
- 2012년 7월, 코트라 리비아 트리폴리 무역관장에 단독으로 부임, 6명의 현지 인턴 직원과 근무[4]
- 2014년 8월, 코트라 오만 무스카트 무역관장으로 부임.
- 2018년 8월, 미국 미시간주 코트라 무역부관장으로 부임.
- 2021년 1월, 알제리 코트라 무역관장으로 부임.